# Unione Sportiva Foggia 1937-1938
Questa voce raccoglie le informazioni riguardanti  l'Unione Sportiva Foggia nelle competizioni ufficiali della stagione 1937-1938.

## Rosa
| N. |                   | Ruolo | Calciatore          |
| -- | ----------------- | ----- | ------------------- |
|    | Italia (bandiera) | C     | Adelmo Baldi        |
|    | Italia (bandiera) |       | Giuseppe Braccio    |
|    | Italia (bandiera) | P     | Arturo Canè         |
|    | Italia (bandiera) | C     | Umberto Caputo      |
|    | Italia (bandiera) | A     | Attilio Chiaruttini |
|    | Italia (bandiera) | D     | Emilio Cicolella    |
|    | Italia (bandiera) | A     | Armando Creziato    |
|    | Italia (bandiera) | A     | Aldo Curci          |
|    | Italia (bandiera) | A     | Giovanni Dattoli    |

| N. |                   | Ruolo | Calciatore        |
| -- | ----------------- | ----- | ----------------- |
|    | Italia (bandiera) | D     | Raffaele De Meo   |
|    | Italia (bandiera) | A     | Adelchi Feriello  |
|    | Italia (bandiera) | C     | Alfredo Galante   |
|    | Italia (bandiera) | C     | Vincenzo Marsico  |
|    | Italia (bandiera) | A     | Ettore Petti      |
|    | Italia (bandiera) | A     | Fernando Petti    |
|    | Italia (bandiera) | P     | Vincenzo Toriello |
|    | Italia (bandiera) | A     | Luciano Valentini |